# Кува (Пермский край)
Кува — село в Кудымкарском районе Пермского края. Входило в состав Белоевского сельского поселения. Располагается на реке Куве, от которой село получило название. Находится северо-западнее от города Кудымкара. Расстояние до районного центра составляет 38 км. По данным Всероссийской переписи населения 2010 года, в селе проживало 1158 человек (483 мужчины и 675 женщин).

## История
Кува возникла как посёлок при чугуноплавильном заводе, открытом в январе 1856 года графом С. Г. Строгановым. В 1909 году завод был закрыт из-за убыточности.
Во второй половине XIX века село Кува стало центром Кувинской волости Соликамского уезда. После Октябрьской революции населённый пункт стал административным центром Кувинского сельсовета. В 1930 году был образован колхоз им. Будённого. По данным на 1 июля 1963 года, в селе проживало 1552 человека.

## Инфраструктура
В селе находится участковая больница, аптека. Имеется средняя школа, коррекционная школа-интернат и детский сад. Есть дом культуры, библиотека, краеведческий музей «Исток», Кувинский загородный лагерь. Одно из старейших потребительских обществ (Кувинское сельпо) работает уже 140 лет.

## Достопримечательности
- Дом Вологдина Валентина Петровича (1881—1953) — советского учёного в области высокочастотной техники.
- Контора Кувинского завода (1855 год) (в здании находится музей).